# Kaeng Khiao Wan

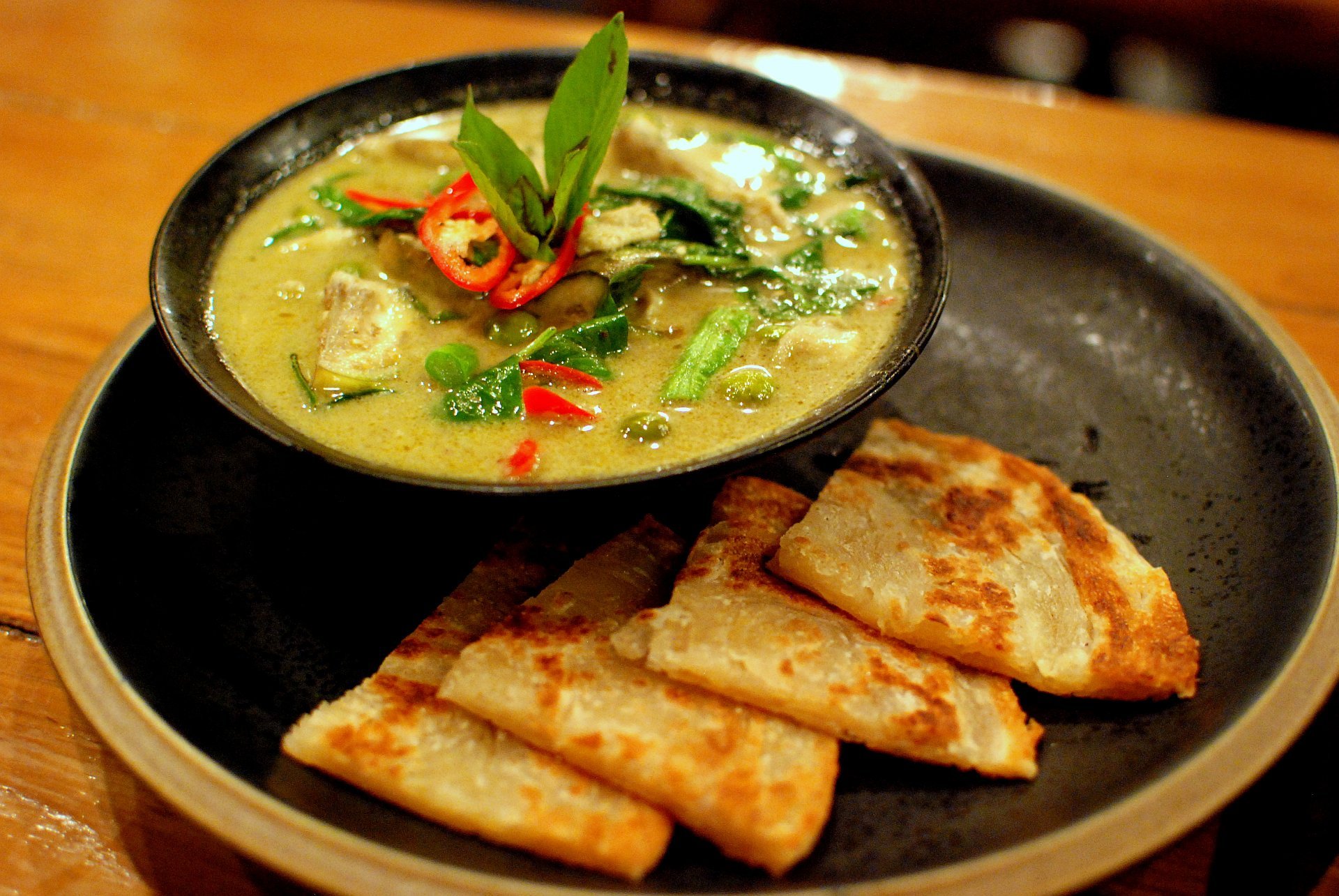
Grünes Thai-Curry mit Roti

Kaeng Khiao Wan (Thai: แกงเขียวหวาน; Aussprache: [kɛːŋ khĭao wăːn]; alternative Schreibweise Gaeng Khiao Wan) ist ein Gericht der klassischen Thai-Küche. Außerhalb Thailands ist es als Grünes Thai-Curry bekannt. Die grüne Farbe des Gerichts rührt von den Zutaten her, die fast ausschließlich grün sind.

## Allgemeines
Der grundlegende Unterschied zum indischen Curry ist, dass die Gruppe der thailändischen „Kaeng-Gerichte“ nicht aus gemahlenen Gewürzen hergestellt werden, sondern aus einer Currypaste. Außerdem werden die Gewürze nicht, wie in Indien, zuerst in Fett angebraten, sondern die Paste wird – oft in Kokosmilch – gekocht.
Kaeng bedeutet „Suppe“ oder genauer „Curry“, khiao heißt „grün“ und wan „süß“. Das Gericht ist aber nicht süß. Wan kann im übertragenen Sinne auch „leicht, mild, schwach“ bedeuten. Das bezieht sich aber ebenfalls nicht auf den Geschmack (das grüne Curry ist nicht weniger scharf als andere Thai-Currys), sondern lediglich auf die Farbe. Khiao Wan ist also zusammengesetzt als „zartgrün, lindgrün“ zu verstehen.
Auch wenn das grüne Curry heute eines der bekanntesten und beliebtesten Thai-Gerichte im In- wie im Ausland ist, wurde es erst relativ spät der klassischen thailändischen Küche hinzugefügt. Im maßgeblichen, mehrbändigen Kochbuch der Plean Passakornrawong von 1908 findet es keinerlei Erwähnung. Erstmals nachweisbar ist grünes Curry im Kochbuch von Lor. Phaehtraarat aus dem Jahr 1926.

## Die Paste

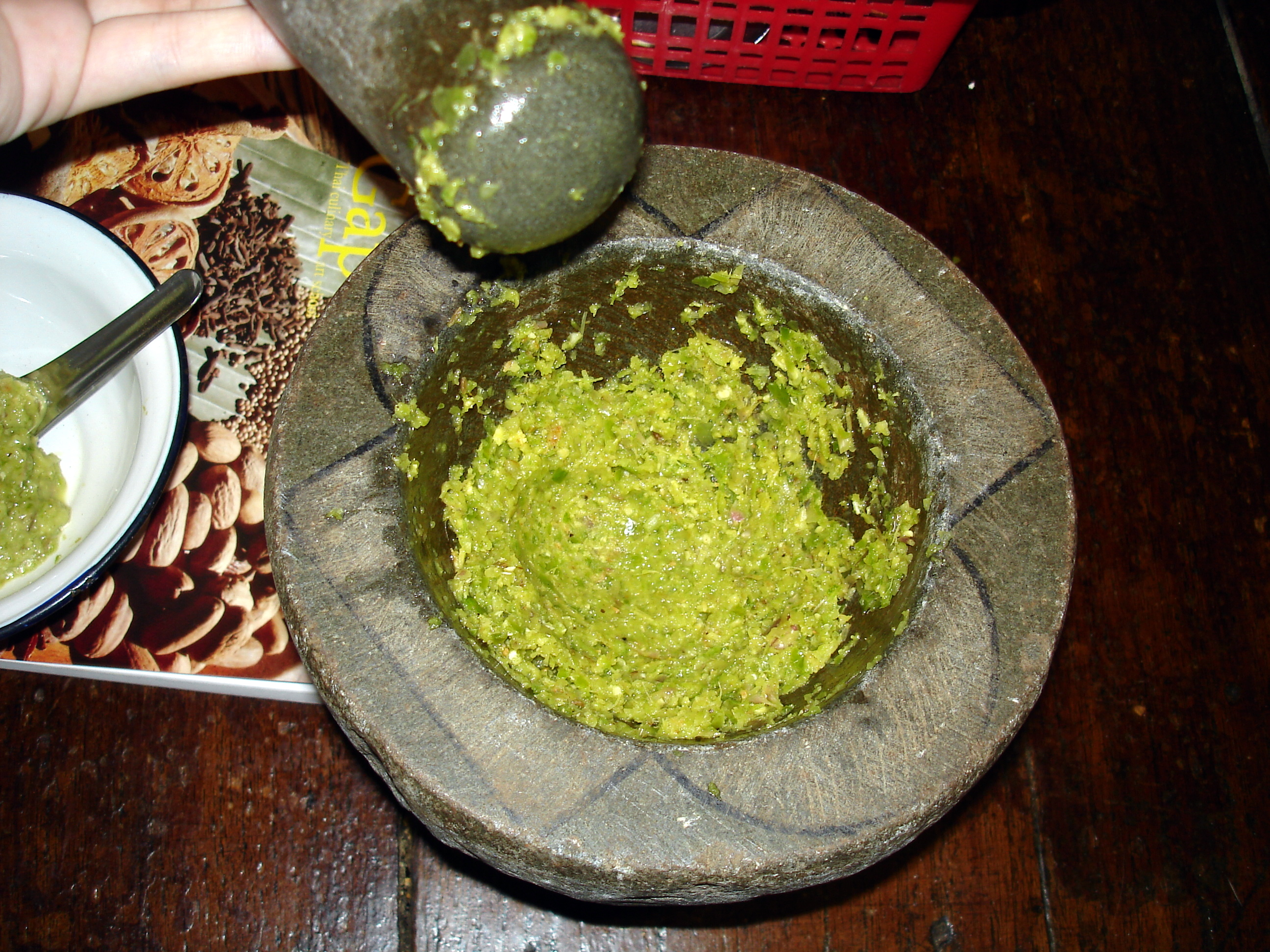
Frisch zubereitete grüne Currypaste in einem Mörser

Die Kunst, ein richtiges Kaeng zuzubereiten, liegt zuerst in der Herstellung der Khrueang Kaeng (Thai: เครื่องแกง), der Paste. In jedem thailändischen Haushalt ist ein Mörser (Thai: ครก) vorhanden, der am besten aus solidem Stein hergestellt sein sollte. Hierin werden mit dem Stößel (Thai: สาก) die Zutaten so lange zerstampft, zerstoßen und zerrieben, bis sie Khao Gan (Thai: เข้ากัน – wörtl: zusammen (herein-)kommen), bis also eine aromatische, homogene, dickliche Masse entstanden ist.

## Zutaten

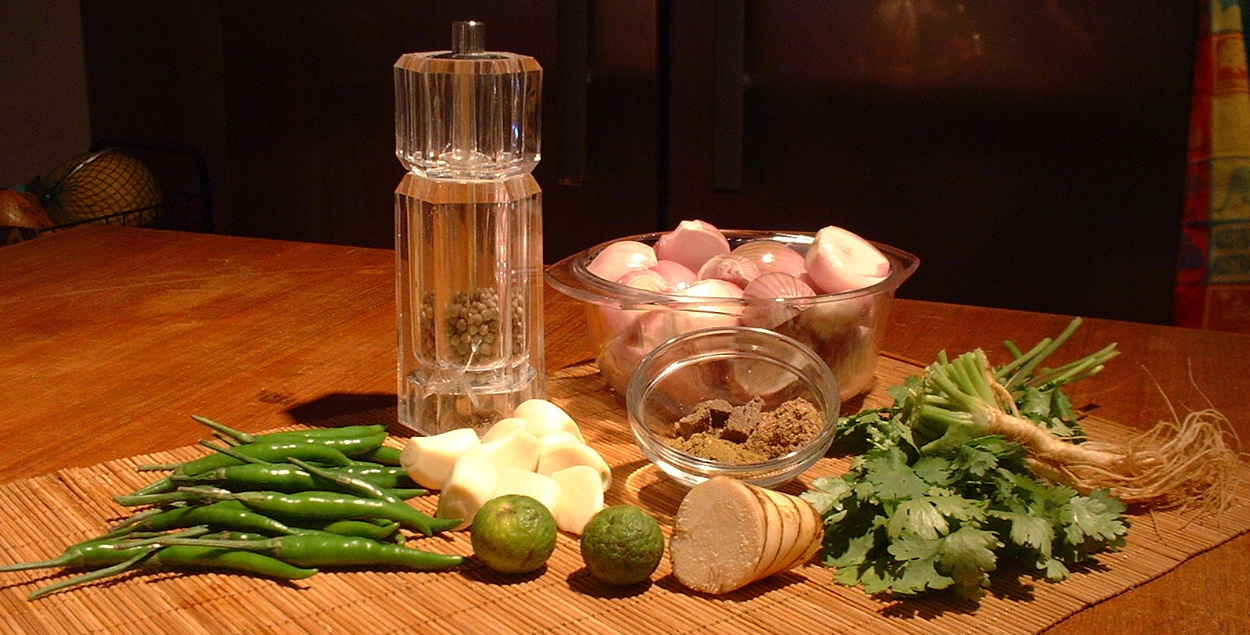
Zutaten zum Kaeng Khiao Wan

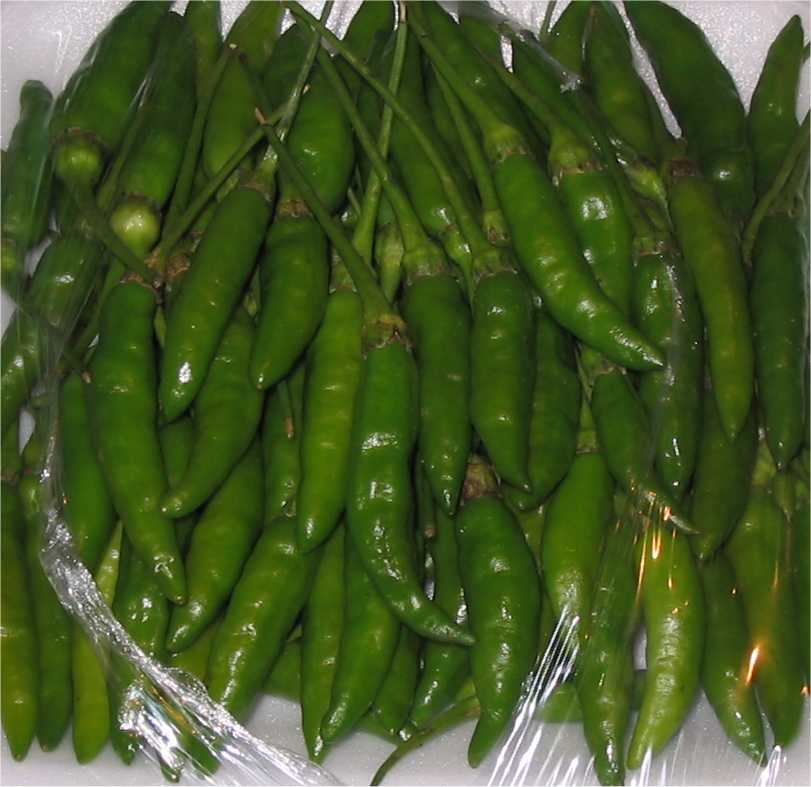
Grüner „Mäusekot-Chili“

- Zutaten zur Khrueang Kaeng („Curry“-Paste):
  - grüne thailändische Chili (so genannter „Mäusekot-Chili“, Thai: พริกขี้หนู – Phrik Khi Nu)
  - Knoblauch (Thai: กระเทียม – Kratiem),
  - Schalotten (Thai: หัวหอม – Hua Hom),
  - Galangawurzel (Thai: ข่า – Kha),
  - geröstete Koriander-Samen (Thai: เม็ดผักชี – Met Phak Chi)
  - Koriander-Wurzel (Thai: รากผักชี – Raak Phak Chi)
  - geriebene Kaffernlimettenschale (Thai: มะกรูด – Makrut)
  - Zitronengras (Thai ตะไคร้ – Ta-Khrai)
  - Garnelenpaste (Thai: กะปิ – Kapi)

- Zutaten zur Suppe:
  - grüne Khrueang Kaeng (Paste)
  - Kokosmilch (Thai: กะทิ – Kati)
  - Thai-Aubergine (Thai: มะเขือเปราะ – Makhuea Pro)
  - Limetten-Blätter (Thai: มะกรูด – Makrut)
  - Fischsauce (Thai: น้ำปลา – Nam Pla)
  - Thai-Basilikum (Thai: ใบโหระพา – Bai Horapa (oder Horapha), Ocimum basilicum)
  - jede beliebige Art von Fleisch oder Tofu, selten Fisch oder Krustentiere
  - Korianderblätter